# Pela Grei

Pela grei: revista para o ressurgimento nacional pela formação e intervenção de uma opinião pública consciente : orgão da Liga de Acção Nacional publicou-se em Lisboa, entre março de 1918 e maio de 1919, sob a direção de António Sérgio, impulsionada pelo golpe de Dezembro de 1918, que prometia uma política nacional regeneradora. Houve de facto, inicialmente, uma identificação com as linhas políticas oferecidas por Sidónio Pais, que alimentavam o sonho de um ”ressurgimento nacional” proposto no editorial de Pela Grei. Contudo, este reconhecimento acaba quando o novo regime sidonista se revela como opressor e antiliberal, em tudo distante do pensamento base que comandava a revista, a qual, através dos seus colaboradores, inicia, de número em número, uma acusação às políticas sidonistas que culpam de faltar ao pacto. Urgia a necessidade de unir esforços e reformar, a bem da “Grei” (a Nação) e é aqui que Pela Grei avança, para dar forma e coerência ao tal plano de ressurgimento nacional. Além de António Sérgio, que não só dirige mas também colabora, outros intervenientes assinam nesta revista, nomeadamente: Silva Teles, Ezequiel de Campos, João Perestrello, Raul Proença, F. Reis Santos, Augusto Reis Machado, Constantino José dos Santos, Pedro José da Cunha, Jaime de Magalhães Lima, Augusto Celestino da Costa e António Arroyo  (1957-1962).